# 上市开放式基金
上市开放式基金（英語：Listed Open-Ended Fund，缩写：LOF），又称上市型开放式基金，是一种既可以在证券交易所交易，也可以向基金公司申购、赎回的证券投资基金。

## 特点
- 交易方便。
- 费用低廉。
- 能提供套利机会。
- 可减轻基金公司的赎回压力。